# GKS 1962 Jastrzębie
Der GKS 1962 Jastrzębie ist ein polnischer Fußballverein aus der Stadt Jastrzębie-Zdrój in der Woiwodschaft Schlesien. 

## Geschichte
Die Ursprünge des Vereins reichen zurück bis in das Jahr 1932, als der Amateurverein Jutrzenka gegründet wurde. Durch den Zweiten Weltkrieg endete der Spielbetrieb und der Verein löste sich auf. 1948 wurde der Verein unter dem Namen Jastrzębianka wiederbelebt und wurde später in LZS Moszczenica, nach dem gleichnamigen Ortsteil Moszczenica, umbenannt. In den 50er-Jahren entstand neben weiteren Vereinen im Ort auch der Verein LZS Jastrzębie Górne aus dem Ortsteil Jastrzębie Górne. 1962 fusionierten die beiden Vereine zum Verein Górnik Jas-Mos Jastrzębie, der sich nach wenigen Jahren zum heutigen GKS Jastrzębie umbenannte. Der Verein wurde durch die örtlichen Minen unterstützt und besaß bald mehrere Abteilungen. 
1972 stieg der Verein erstmals in die 2. Liga, damals III liga, auf und schaffte mit dem dritten Platz gleich den nächsten Aufstieg, in die 1. Liga. Dort wurde man allerdings mit nur 20 Punkten Vorletzter und musste wieder den Gang in die Drittklassigkeit antreten, wobei man jedoch immerhin GKS Tychy schlagen konnte, die wenig später polnischer Vizemeister wurden. Im Pokal konnte man nach dem Abstieg im Jahr 1976 sensationell das Halbfinale erreichen, man gewann gegen Wisła Krakau, Legia Warschau und Stal Rzeszów, bis man am Erstligisten FKS Stal Mielec, der in diesem Jahr polnischer Meister wurde, scheiterte. 1979 schaffte man den Wiederaufstieg, stieg jedoch erneut direkt wieder ab.
Nach mehreren Jahren in der dritthöchsten Spielklasse gelang schließlich 1985 wieder einmal der Aufstieg, dieses Mal konnte Jastrzębie auch den Klassenerhalt nach dem Aufstieg realisieren. In der Saison 1987/88 konnte der Verein mehrere Konkurrenten hoch besiegen und landete am Ende der Saison auf dem zweiten Platz, der die Relegation zur Ekstraklasa gegen Piast Nowa Ruda ermöglichte. Nach einem torlosen Unentschieden auswärts konnte man zuhause vor 10.000 Zuschauern einen 1:0-Sieg feiern und schaffte den ersten und bislang einzigen Aufstieg in Polens oberste Spielklasse.
Doch die Konkurrenz in der ersten Liga war zu stark für den Aufsteiger. Man konnte sich zwar während der Saison steigern, aber am Ende stand man mit 19 Punkten auf dem vierzehnten Platz, wodurch man in die Relegation musste, die gegen Zawisza Bydgoszcz verloren ging. Nach dem Abstieg musste man mit dem erneuten Abstieg aus der 1. Liga einen weiteren Schlag hinnehmen, dafür bekam der Verein ein neues Stadion.
Der Wiederaufstieg gelang nicht, und der Verein wurde schwächer. Schließlich kämpfte man gegen den Klassenerhalt und musste 2002 in die vierte Liga absteigen, womit er das Schicksal vieler ehemals vom Kohleabbau profitierender Vereine wie Stal Mielec, Górnik Pszów und Szombierki Bytom teilte. Von 1999 bis 2005 trug der Verein den Namen Górnik. Man konnte sich jedoch wieder verbessern und stieg nach dem Abstieg direkt wieder auf. 2006 schaffte man es sogar in die Playoffs zur 1. Liga, in denen man sich jedoch nicht durchsetzen konnte.
In der folgenden Saison schaffte man schließlich mit dem ersten Platz den direkten Aufstieg in die 1. Liga, in der man sich zwei Jahre halten konnte. Seit der Saison 2018/19 tritt der Verein wieder in der 1. Liga an.

## Erfolge
- 2. Liga
  - Vize-Meister: 1988
- Polnischer Fußballpokal
  - Halbfinale: 1975/76